# Steven Pruitt
Steven Pruitt (* 17. dubna 1984 San Antonio, Texas) je americký uživatel Wikipedie, který je znám nejvyšším počtem editací na anglické Wikipedii, konkrétně počet editací převyšuje 6,4 milionu, což představuje minimálně jednu editaci na každý třetí článek. Napsal také více než 33 tisíc článků. Pruitt byl jmenován časopisem Time jedním z 25 nejvlivnějších tvůrců na Internetu v roce 2017.
Pruitt edituje Wikipedii pod pseudonymem Ser Amantio di Nicolao, což je odkaz na hlavní postavu v Pucciniho opeře Gianni Schicchi. Na Wikipedii bojuje proti nerovnoměrnému zastoupení článků o ženách podporou wikipedistického projektu Women in Red.

## Život a vzdělání
Pruitt se narodil 17. dubna 1984 v San Antoniu v Texasu jako dítě ruské židovky a imigrantky Alle Pruittové a Donaldu Pruittovi. Jeho matka emigrovala ze Sovětského svazu, díky uvolnění podmínek pro židovské migranty, zatímco jeho otec pracoval jako univerzitní profesor ve Virginii. Poznali se, když oba učili na letecké základně Lackland nedaleko San Antonia.
Jako dospívající byl Pruitt náruživým čtenářem klasické literatury a tajemných příběhu Agathy Christie nebo Ngaio Marshové.
Pruitt dokončil Školu svatého Štěpána a svaté Agnes (angl.: St. Stephen's & St. Agnes School) v Alexandrii v roce 2002. Poté studoval na vysoké škole College of William & Mary, kde byl také členem pěveckého sboru. Školu dokončil v roce 2006 s magisterským titulem v dějinách umění.

## Kariéra
V roce 2017 byl Pruitt zaměstnancem americké celní a pohraniční stráže, kde pracoval s nahrávkami a informacemi a kde preferoval práci na papíře. V roce 2020 se stal správcem záznamů u obranné zdravotní agentury. Se začátkem 2021 začal pracovat pro společnost Chenega IT Enterprise Services jako smluvní partner obranné zdravotní agentury.

## Editování Wikipedie
Pruitt začal editovat Wikipedii v červnu roku 2004. Jeho prvním článkem byl článek o Peteru Franciscovi, původem portugalskému hrdinovi z americké války za nezávislost známém jako „Virginijský Herkules“. Článek, jež označuje za nejoblíbenější, pojednává o pohanském kostele ve Virginii.
Svůj současný uživatelský účet si vytvořil v lednu roku 2006. Hlavním důvodem jeho vytvoření bylo zapomenutí hesel k předchozím účtům.
V roce 2015 překonal editora Justina Knappa v počtu editací. Ve stejném roce získal na anglické Wikipedii práva správce.
K lednu 2019 dosáhl Pruitt více než tří milionů editací na Wikipedii, to je více něž dokázal kdokoli jiný před ním. O dva roky později, v roce 2021, se toto číslo navýšilo na čtyři miliony. Pruitt také vytvořil více než 33 tisíc článků, což jej drží na sedmém místě ze všech editorů Wikipedie.
Časopis Northern Virginia však upozorňuje, že počet editací, které Pruitt provedl, byly ve skutečnosti z větší části provedeny speciálním softwarem, ke kterému však mají přístup všichni uživatelé Wikipedie.
Jakožto přispěvatel do projektu Women in Red provedl Pruitt editace ve více než 600 článcích o ženách.Ačkoli převážně pracuje o samotě, je také členem Wikiprojektu Virginia.
Pruitt, který sám sebe označuje jako inkluzionistu a tzv. „Wikignoma“ (v doslovném překladu „Wiki-skřítek“), tráví editováním Wikipedie asi tři až čtyři hodiny denně, ještě více pak o víkendech. Jako nejdelší čas bez editování Wikipedie Pruitt uvádí dva nebo tři týdny.
Dne 13. ledna 2021 provedl Pruitt miliardtou editaci Wikipedie na stránce Death Breathing, avšak několik tisíc brzkých editací bylo ztraceno kvůli aktualizaci softwaru.
Pruitt vděčí za svou lásku k poznání vyprávění své matky, která vyrůstala v Sovětském svazu.

### Rozhovory
V lednu 2019 se Pruitt objevil v ranním pořadu na televizní stanici CBS s názvem This Morning.

## Osobní život
Pruittovým zájmem mimo Wikipedii je zejména zpěv v pěveckém sboru v Capitol Hill. Je také nadšeným fanouškem opery, na čemž mají zásluhu Pruittovi rodiče. Opera mu byla také inspirací k přezdívce na Wikipedii. Dále je Pruitt fanouškem klasické hudby.
K roku 2018 je svobodný a bydlí s rodiči jako jejich pečovatel v okolí Washingtonu, D.C.